# Сентрал Лејк (Мичиген)
Сентрал Лејк (енгл. Central Lake) град је у америчкој савезној држави Мичиген.

## Демографија
По попису из 2010. године број становника је 952, што је 38 (-3,8%) становника мање него 2000. године.
| Група             | 2000.       | 2010.       |
| Белци             | 962 (97,2%) | 907 (95,3%) |
| Афроамериканци    | 0 (0,0%)    | 1 (0,1%)    |
| Азијати           | 0 (0,0%)    | 3 (0,3%)    |
| Хиспаноамериканци | 5 (0,5%)    | 13 (1,4%)   |
| Укупно            | 990         | 952         |